# Урский Вырвей
Урский Вырвей или Вырвей — река в Архангельской области, правый приток реки Уры в бассейне Северной Двины. Течёт по территории Пинежского и Виноградовского районов.
Длина реки составляет 49 км. Высота устья — 133 м над уровнем моря.
Код водного объекта — 03020300312103000036982.

## Топографическая карта
- Лист карты P-38-17-C,D — ФГУП «ГОСГИСЦЕНТР»